# Berat Sadik

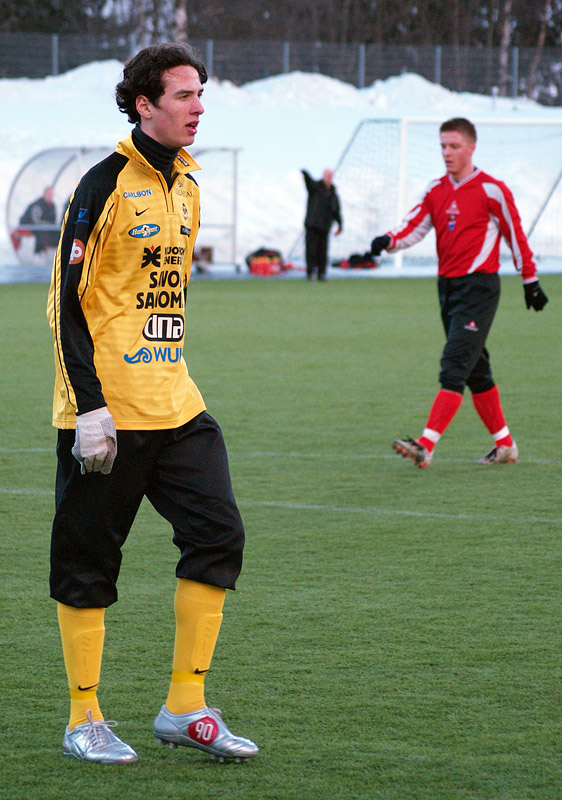
Foto do Jogador finlândes Berat Sadik.

Berat Sadik (Skopje, 14 de setembro de 1986) é um futebolista finlandês.